# Brenná
Brenná (německy Brenn) je vesnička na Brennském kopci, nazývaném dříve Ovčí vrch (295 m n. m.) poblíž soutoku Svitavky a Ploučnice, 4 km jižně od města Zákupy, k němuž byla připojena roku 1971.

## Historie

### Pravěk
Soudě dle nálezů v náplavkách Ploučnice zde žily lovecké tlupy v období 10 000 – 80 000 let př. n. l. Z období 5 000 – 7 000 let př. n. l. pochází nálezy volutové keramiky na kopci, kde později vznikla obec Brenná. Pak v oblasti žily slovanské charvátské kmeny, po nichž zůstaly známky hradiště. Průzkumy je řadí do 9. století (tzv. střední fáze doby hradební).

### Období 15.–20. století

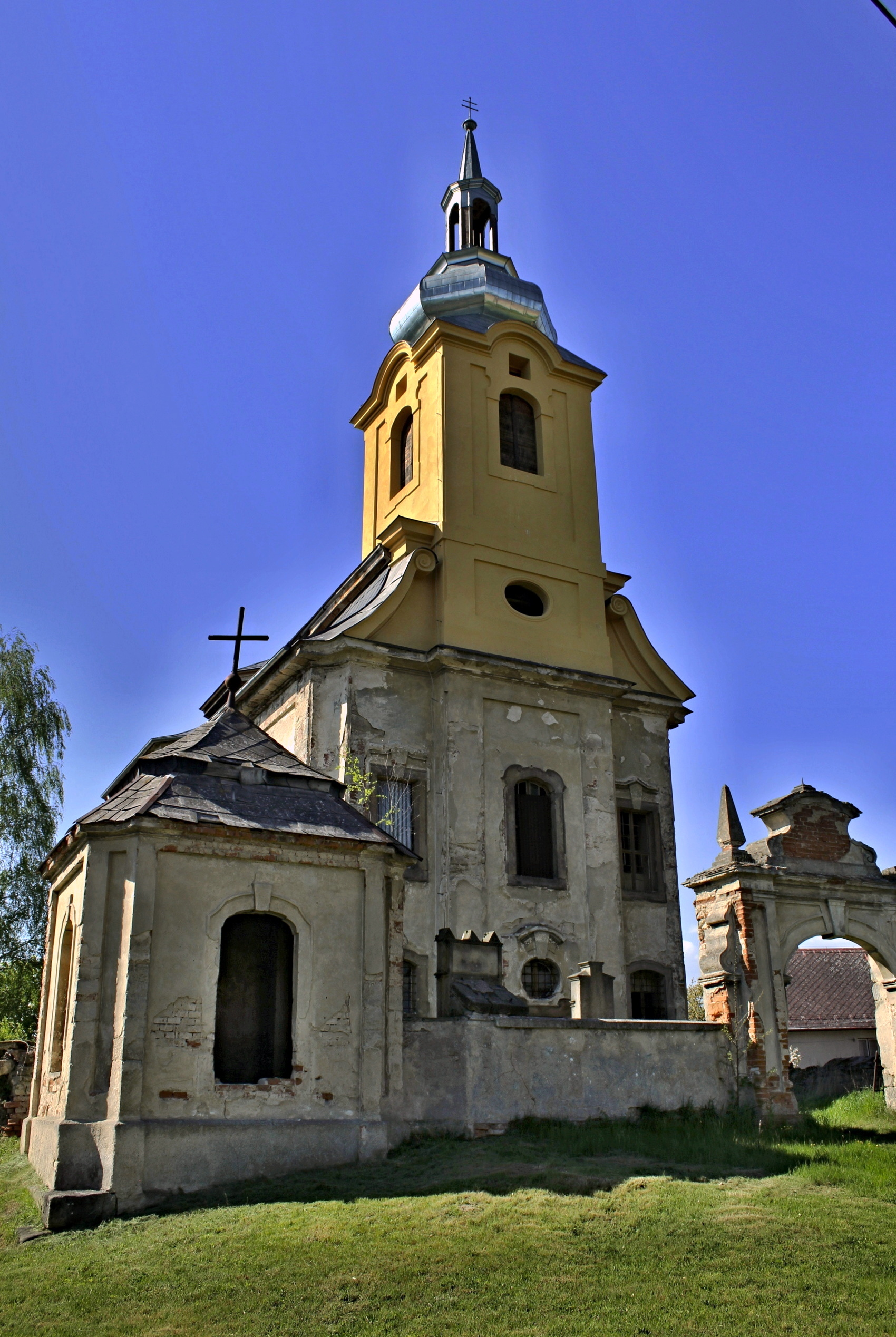
Barokní kostel sv. Jana Křtitele. Snímek z května 2016 zachycuje novou střechu a částečně opravenou fasádu věže

První zápis o existenci vesnice pochází z roku 1316, kdy byla součástí panství pánů z Vartenberka. Patřila vždy k zákupskému panství a spolu s ním byla postupně poněmčována. Od roku 1344 jsou záznamy o existenci zdejší fary. Farnost náležela v letech 1360-1852 k zákupskému děkanskému kostelu. Kronika obce byla vedena od vzniku roku 1520 v němčině. V roce 1578 je první doložená zpráva o škole, existující zřejmě již dříve, na níž učil Antonín Bartl.
V době třicetileté války se v okolí několikrát střetly pruské a rakouské armády, většina stavení časem zůstala pustých, proto připadly zákupské vrchnosti, která zde vybudovala ovčín. Z let 1595, 1598, 1617, 1726, 1772, 1868, 1897 pochází záznamy o přírodních pohromách, vichřicích, krupobití, povodni, hladomoru, moru. V roce 1779 navštívil Brennou císař Josef II. v doprovodu generála Laudona, protože hledal místo pro založení pevnosti (později zvolil Terezín). V roce 1800 zahájil brennský rychtář potiskování plátna, v konkurenci zákupské kartounky však neuspěl. V letech 1853-1856 byla vybudována silnice do Zákup. V letech 1860-1862 navštívil několikrát kostel v Brenné excísař Ferdinand I. Dobrotivý, lovit si sem zajížděl v období let 1862-1863 i následník trůnu Rudolf Habsburský. V těch letech se stávala obec vyhledávaným letoviskem.

## 20. století

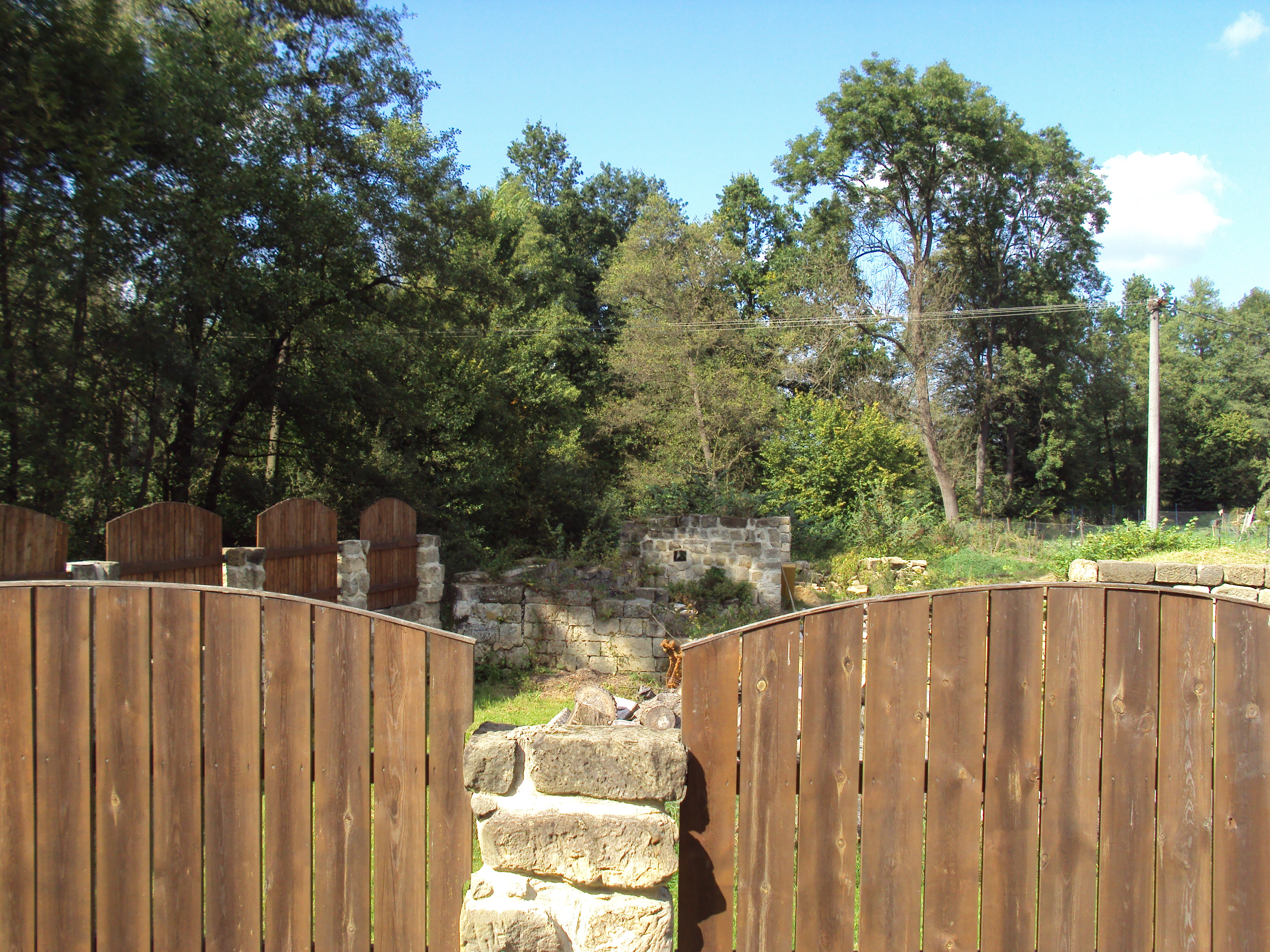
Zbytky Brennského mlýna za novým plotem

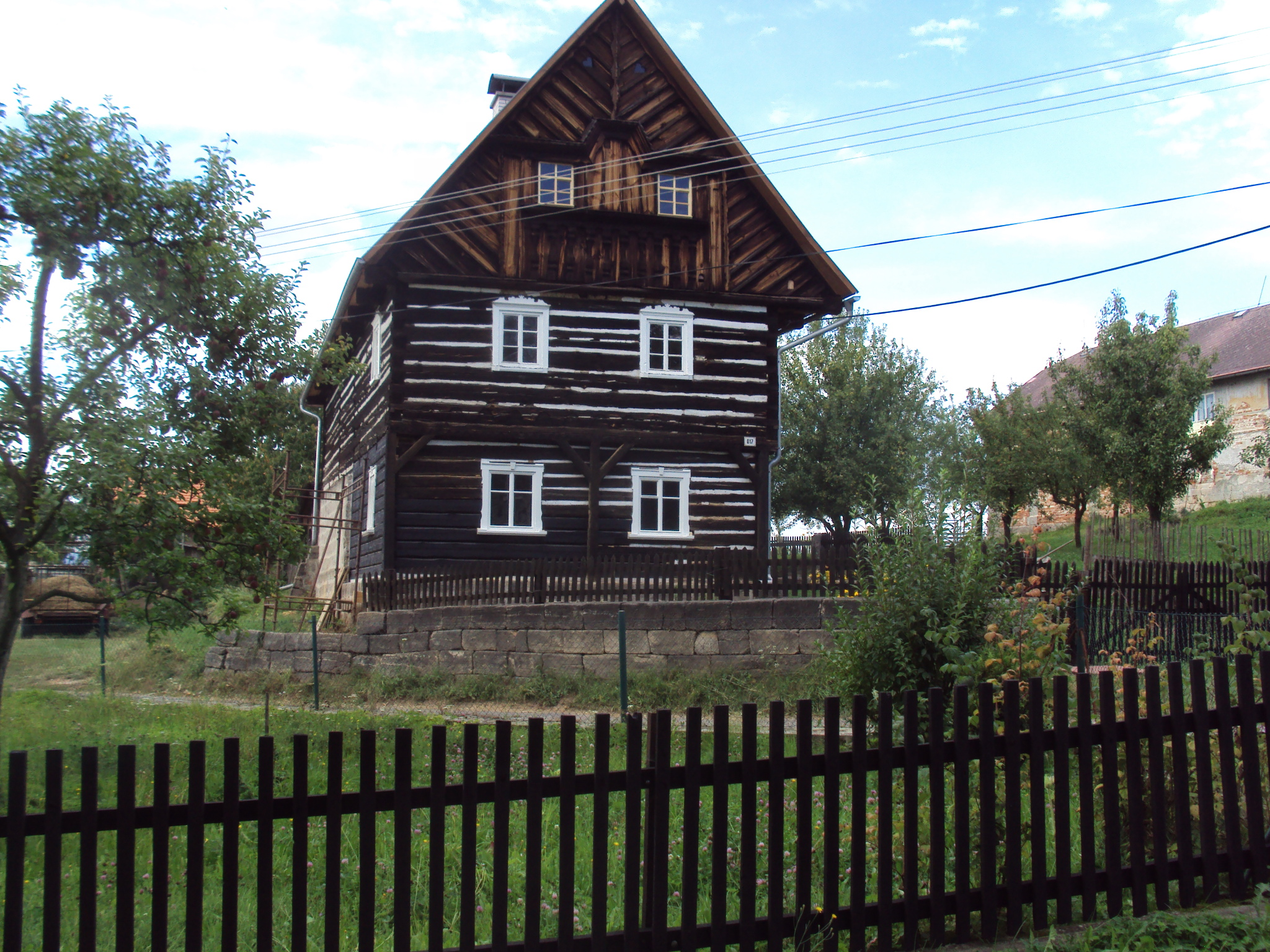
Kulturní památka stavení E017

Ještě v roce 1930 tu byl mlýn, pila, dva obchody, spořitelna, dvě trafiky a řada řemeslníků. Po válce byli Němci odsunuti, noví čeští přistěhovalci tento úbytek nedokázali nahradit a devastace vesnice se stále prohlubovala, živnosti vč. obchodu a hospody zmizely. V roce 1971 byla Brenná spolu s nedalekou vsí Veselí připojena k Zákupům.

## Současnost
Nejbližší pošta je v Zákupech, ovšem směrovací číslo pro Brennou na příslušný poštovní úřad se změnilo před několika lety na 47002 Česká Lípa, pošta 2.
Dne 4. června 2009 zde byl založen Jezdecký klub Brenná, kterému město Zákupy pronajalo 4. září 2009 pozemky na pastviny. Klub vznikl po nedobrovolném odchodu 8 členek obdobného klubu v Dobranově z jejich podnětu, patřičně se zaregistroval a získal IČO 26556073. Brzy koně prodal a stal se pasivním.

## Doprava
Podél západního okraje obce vede okresní silnice (3. třídy) ze Zákup do Jestřebí. Železnice tudy nevede, nejbližší trať je vzdálená 4 km. Veřejnou dopravu tedy obstarává ČSAD Česká Lípa jednou denně z České Lípy, pod kopcem s Brennou je autobusová zastávka Brenná rozcestí. Přes obec je vedena červeně značená dálková trasa pro pěší turisty z České Lípy do Mimoně a spodem vedou cyklotrasy 3045 a 3054.
Katastr obce je veden pod číslem 609820.

## Počet obyvatel
Na počátku 20. století bylo v Brenné 117 domů s 446 německými obyvateli, v roce 1930 registrováno 423 lidí, z nichž bylo 416 Němců. K 31. prosinci 2001 žilo v obci 80 stálých obyvatel.

## Franz Josef Richter
Ve vsi působil v letech 1940-1951 farář německé národnosti Franz Josef Richter. Je autorem ojedinělého souboru 113 svazků farní a obecní kroniky obce, které psal v letech 1946-1976. Větší jejich část jsou kresby všech stavení a staveb obce i okolní krajiny. Kroniky psané německy a latinsky jsou uloženy ve státním okresním archivu v České Lípě. Josef Richter krátce spravoval i fary v nedalekých Zákupech a Velenicích, i tam se staral o farní kroniky. Na faře v Brenné žil jako soukromá osoba až do své smrti v roce 1987.

## Památky

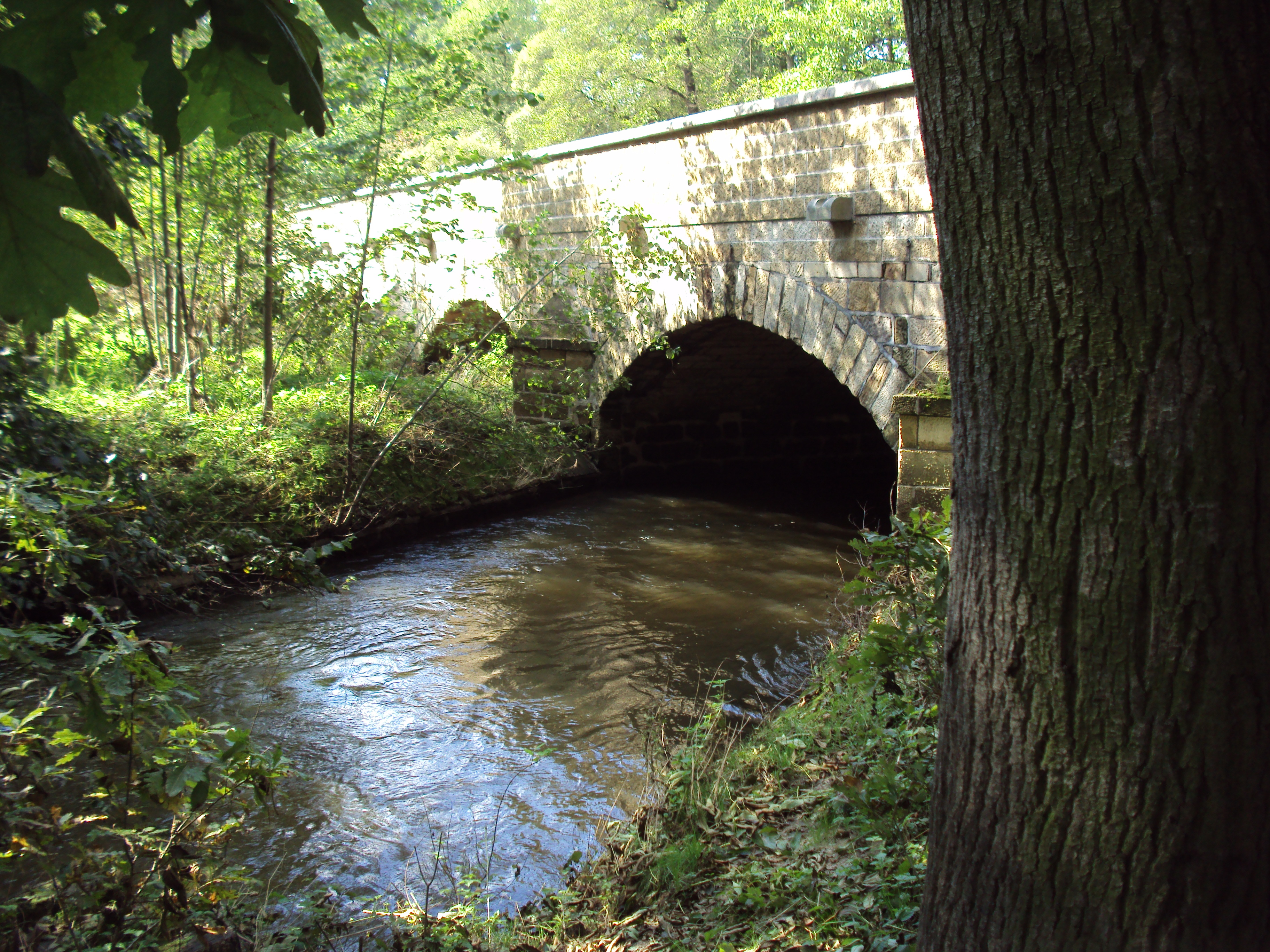
Most přes Ploučnici pod Brennou

- Barokní kostel svatého Jana Křtitele z let 1723-1725 byl postaven s pomocí velkovévodkyně Anny Marie Toskánské a zákupského mlynáře Herforta původem z Brenné. Po roce 1990 byl kostel v havarijním stavu, v interieru byl částečně propadlý strop a zničená byla věž s odstraněnou bání. Byl postaven na místě, kde stával o 300 let dříve kostel původní.
- Fara z téhož období poblíž kostela
- Kamenný silniční most nad Ploučnicí pod vsí, opraven po roce 1990. U mostu jsou zbytky Brennského mlýna s náhonem a pobořeným jezem.
- Ve vsi stojící stavení e. č. 17 jsou spolu s kostelem v celostátním seznamu kulturních památek, stavení pod e.č. 27742/5 - 2857.

## Pověsti
- Zachovala se pověst o nafoukaném brennském rychtáři, který se v hospodě tak rozlítil, že si rozbil svůj džbánek a z lítosti nad škodou z toho na místě zemřel. Potom se všude v okolí lovcům ukazovala světélka rušící je ve střelbě a jednou se světélko proměnilo v ohnivého muže s tváří rychtáře, který po zmaření smrti srnky navždy zmizel. Jeho duše došla klidu.[7]

- Další ze zachovalých pověstí je o jménu asi 3,5 km vzdáleného kopce Spící panna (419 m n. m.), který dostal po zakletí líného děvčete hadím králem do podoby skály s její podobou.[8]